# Władimir Istomin
Władimir Iwanowicz Istomin, ros. Владимир Иванович Истомин (ur. 10 lutego 1810, zm. 7 marca 1855 pod Sewastopolem) – rosyjski kontradmirał.
W 1827 skończył Szkołę Marynarki Wojennej. W tym samym roku brał udział w bitwie pod Navarino. W 1850 objął dowodzenie nad okrętem wojennym Paris i dołączył do floty admirała Pawła Nachimowa pod Synopą.
Zginął trafiony kulą w bitwie pod Małachowem podczas obrony tzw. Kurhanu Małachowa (ros. Малахов курган). Został pochowany w krypcie Admirałów w katedrze św. Władimira w Sewastopolu.